# دولنه
دولنه (به بلغاری: Dolene) یک منطقهٔ مسکونی در بلغارستان است که در شهرستان پتریچ واقع شده‌است.